# 당진중학교
당진중학교(唐津中學校)는 대한민국 충청남도 당진시 채운동에 있는 공립 중학교이다.

## 학교 연혁
- 1946년 9월 20일 : 당진초급중학교 설립인가
- 1946년 11월 15일 : 당진초급중학교 개교
- 1949년 9월 1일 : 당진초급중학교 6학급 모집, 당진고급중학교 3학급 모집
- 1949년 12월 31일 : 학칙변경 중학교 4년제
- 1960년 2월 4일 : 당진중, 당진상고 병합인가
- 1979년 3월 1일 : 당진중, 당진상고 분리인가
- 2024년 1월 5일 : 제74회 졸업식(졸업생 총 24,540명)
- 2024년 3월 4일 : 입학식(신입생수 300명)
- 2024년 9월 1일 : 제31대 송기석 교장 부임

## 참고 자료
- 당진중학교 - 한국교육학술정보원 학교알리미